# Gmina Mislinja
Mislinja – gmina w Słowenii. W 2002 roku liczyła 4 666 mieszkańców.

## Miejscowości
Miejscowości wchodzące w skład gminy Mislinja:
- Dovže
- Gornji Dolič
- Kozjak
- Mala Mislinja
- Mislinja – siedziba gminy
- Paka
- Razborca
- Srednji Dolič
- Šentilj pod Turjakom
- Tolsti Vrh pri Mislinji
- Završe